# Сэвидж, Рэнди
Рэнди Марио По́ффо (англ. Randy Mario Poffo; 15 ноября 1952, Колумбус — 20 мая 2011, Семинол, Пинеллас, Флорида, США) — американский рестлер и комментатор, известный под именем «Ма́чо Мен» Рэ́нди Сэ́видж (англ. «Macho Man» Randy Savage). Известен своей работой в World Wrestling Federation (WWF, ныне WWE) и World Championship Wrestling (WCW).
Билл Симмонс из ESPN назвал Сэвиджа «одним из величайших рестлеров, которые когда-либо жили», и это утверждение повторили многие представители индустрии. Он был узнаваем благодаря низкому и хриплому голосу, яркой одежде, музыкальной теме «Торжественные и церемониальные марши» и коронной фразе «Ооо да!» (англ. "Oooh yeah!"). На протяжении большей части своей карьеры в WWF и WCW, менеджером Сэвиджа, была его настоящая жена Мисс Элизабет.
Он выиграл 29 титулов в течение своей 32-летней карьеры, в том числе дважды титул чемпиона WWF и четыре раза титул чемпиона мира в тяжёлом весе WCW. Также Сэвидж интерконтинентальный чемпион WWF и «Король ринга» 1987 года. На пике своей карьеры имел популярность, сравнимую с Халком Хоганом. Посмертно введён в Зал славы WWE в 2015 году.

## Ранняя жизнь
Рэнди Поффо родился 15 ноября 1952 года в Колумбусе, Огайо, он старший сын Джуди (Свердлин) и Анджело Поффо. Его отец был итальянским американцем, а мать — еврейкой. Поффо воспитывался в католической церкви. Анджело был известным рестлером в 1950-х и 1960-х годах, о нём рассказывали в журнале «Верьте или не верьте!» за способность делать приседания в течение нескольких часов подряд. Его младший брат — рестлер Ленни Поффо (1954—2023).

## Карьера в рестлинге

### Ранняя карьера (1973—1985)
Сэвидж впервые пришёл в рестлинг в 1973 году во время осенне-зимнего бейсбольного межсезонья. Его первый рестлинг-персонаж, Паук, был похож на Человека-паука. Позже он взял себе имя Рэнди Сэвидж по предложению своего давнего друга и тренера Терри «Гуся» Стивенса и букера Georgia Championship Wrestling (GCW) Оле Андерсона, который сказал, что фамилия Поффо не подходит человеку, который «борется как дикарь». Прозвище «Мачо Мен» было принято после того, как его мать Джуди Поффо прочитала статью в «Ридерз дайджест», в которой предсказывалось, что эта формулировка станет «следующим модным термином». В конце концов Сэвидж решил закончить свою бейсбольную карьеру и стать постоянным рестлером, работая со своим братом и отцом. Свой первый матч он провёл против «Золотого мальчика» Пола Кристи.
Через некоторое время его отец почувствовал, что сыновья не получают заслуженного успеха, поэтому он основал «вне закона» промоушен International Championship Wrestling (ICW) в среднеамериканских штатах. В конце концов, ICW расформировали, и Рэнди и Лэнни вышли на сцену Мемфиса, присоединившись к Continental Wrestling Association Джерри Лоулера (их бывшим конкурентам). Там Сэвидж враждовал с Лоулером за титул южного чемпиона AWA в тяжёлом весе. Он также объединился с Ленни для борьбы с «Рок-н-Ролл Экспрессом»; эта вражда включала матч 25 июня 1984 года в Мемфисе, в котором, по сюжету, Сэвидж нанёс травму Рикки Мортону, что привело к победе «Экспресса» по дисквалификации (хотя брат Саваджа Ленни позже заявил, что Мортон не пострадал в результате нападения). Позже, в 1984 году, Сэвидж стал фейсом и заключил союз с Лоулером против альянса «Первой семьи» Джимми Харта, но в начале 1985 года снова перешёл на сторону Лоулера и возобновил с ним вражду за титул. Она закончилась, когда Лоулер победил Сэвиджа в матче «Проигравший покидает город» 7 июня в Мемфисе, Теннесси.

### World Wrestling Federation (1985—1994)

#### Интерконтинентальный чемпион в тяжёлом весе (1985—1987)
В июне 1985 года Сэвидж подписал контракт с Винсом Макмэном. Его называли «лучшим свободным агентом в рестлинге», и во время первых появлений Сэвиджа на Tuesday Night Titans несколько известных менеджеров (включая Бобби «Мозг» Хинана, Джимми Харта, Мистера Фудзи, Джонни Валианта и Фредди Блэсси) предложили Сэвиджу свои услуги. В конце концов, он отклонил их предложения и выбрал своим новым менеджером Мисс Элизабет. Его образ был похож на безумного, эгоистичного хулигана, который плохо обращался с мисс Элизабет и угрожал любому, кто хотя бы взглянет на неё. Он дебютировал на шоу The Wrestling Classic 7 ноября 1985 года, приняв участие в 16-местном турнире. Он победил Ивана Путского, Рики «Дракона» Стимбота и Динамит Кида, а в финале проиграл Помойному псу по отсчёту.
В конце 1985 года Сэвидж начал вражду с интерконтинентальным чемпионом WWF в тяжёлом весе Тито Сантаной из-за этого титула. Сантана победил его 19 октября 1985 года в Сан-Хуане, Пуэрто-Рико. Во время эпизода Saturday Night’s Main Event III от 2 ноября 1985 года он безуспешно бросил вызов Сантане за титул. В матче-реванше на WWF on NESN 8 февраля 1986 года он выиграл титул интерконтинентального чемпиона WWF в тяжёлом весе в «Бостон-гарден», используя незаконный стальной предмет, спрятанный в его трико, чтобы нокаутировать Сантану. В начале своей карьеры в WWF Сэвидж также одержал три победы отсчётом (первую в «Спектруме» в Филадельфии и две другие в «Мэдисон-сквер-гарден») над своим будущим партнёром по команде чемпионом мира WWF в тяжёлом весе Халком Хоганом, а также вступил во вражду с Бруно Саммартино и Джорджем «Животным» Стилом. В это время Сэвидж также сформировал команду с полуотставным рестлером и комментатором Джесси «Телом» Вентурой, который оставался ярым сторонником Сэвиджа до ухода Вентуры из WWF в середине 1990 года, за исключением периода, когда Сэвидж был фейсом.
Вражда Сэвиджа со Стилом началась 4 января 1986 года на шоу Saturday Night’s Main Event IV, когда Стил увлёкся Мисс Элизабет. На WrestleMania 2 Сэвидж победил Стила в матче за сохранение титула интерконтинентального чемпиона WWF в тяжёлом весе. Он возобновил свою вражду со Стилом в начале 1987 года, кульминацией которой стали два матча за титул интерконтинентального чемпиона в тяжёлом весе, оба выиграл Сэвидж.
На WrestleMania III в «Понтиак Сильвердоум» Сэвидж сразился с Рики Стимботом. После 19 удержаний до двух ударов Стимбот победил Сэвиджа (при помощи Джорджа Стила, который столкнул Сэвиджа с верхнего каната за несколько секунд до того, как тот был побеждён), завершив своё почти 14-месячное чемпионства в качестве интерконтинентального чемпиона WWF в тяжёлом весе. Матч был очень тщательно срежиссирован, в отличие от большинства матчей рестлинга того времени, которые проводились «на лету». Сэвидж был приверженцем деталей, и они со Стимботом продумали и отрепетировали каждый момент матча до начала WrestleMania в его доме во Флориде. Матч был назван матчем года 1987 года по версии Pro Wrestling Illustrated и Wrestling Observer. После матча Стимбоат и Сэвидж были замечены радующимися и обнимающимися с другими рестлерами. В этот период своей карьеры он стал известен благодаря своим сценическим костюмам, которые были созданы дизайнером из Флориды Майклом Брауном.

#### Чемпион WWF (1988—1989)
В 1987 году Сэвидж выиграл турнир «Король ринга». Популярность Сэвиджа росла настолько, что за него болело большинство фанатов, несмотря на то, что он был хилом, поэтому он стал менее враждебно относиться к фанатам и Мисс Элизабет. Когда Хонки-тонк Мен объявил себя «величайшим интерконтинентальным чемпионом всех времён», Сэвидж начал вражду с ним, чтобы вернуть титул, став в процессе любимцем фанатов. Чтобы завоевать доверие фанатов как фейс перед матчем с Хонки, Сэвиджа ставили (с выигрышной стороны) против хилом, включая Геркулеса, «Короля» Харли Рейса и Киллера Хана. 3 октября 1987 года на шоу Saturday Night’s Main Event XII он получил шанс сразиться с Хонки-тонк Меном с интерконтинентальным титулом на кону, но проиграл, когда «Основание Хартов» (Брет Харт и Джим Нейдхарт), которыми вместе с Хонки управлял Джимми Харт, прервали матч, дисквалифицировав Хонки. Во время последовавшего избиения Мисс Элизабет вернулась в раздевалку и вывела Халка Хогана на ринг, чтобы спасти Сэвиджа, что привело к созданию команды «Мега силы». Сэвидж возглавил команду из пяти человек против команды Хонки из пяти человек на первой ежегодной Survivor Series, где команда Сэвиджа одержала победу, отомстив за честь Элизабет. Его вражда с Хонки продолжалась до начала 1988 года, где в их последнем громком поединке (показанном в перед боем Андре Гиганта против Халка Хогана на шоу The Main Event I от 5 февраля 1988 года) Сэвидж победил Хонки по отсчёту после того, как он оттолкнул Хонки от Элизабет и ударил его о стойку ринга. Их вражда разгорелась за несколько недель до WrestleMania IV, когда они соревновались в командных матчах в стальной клетке, причём Сэвидж и Хонки привлекали своих союзников в свои команды; команды под руководством Сэвиджа обычно выигрывали эти матчи. Хотя Сэвидж не вернул себе интерконтинентальное чемпионство, его ждали более значительные события.
На WrestleMania IV он принял участие в 14-местном турнире за вакантный титул чемпиона мира WWF в тяжёлом весе. Во время турнира, проходившего в «Бордволл Холл» в Атлантик-Сити, Сэвидж победил Бутча Рида, Грега «Молота» Валентайна и Сам себе банду на пути к финалу. В финале он победил «Человека на миллион долларов» Теда Дибиаси (в углу которого находились его телохранитель Вирджил и Андре Гигант), победив его с помощью Хогана. Сэвидж удерживал титул чемпиона мира WWF в тяжёлом весе чуть больше года, защищая его от таких тяжеловесов, как Сам себе банда, Биг Босс Мен и Андре Гигант.
Первая вражда «Мега сил» была против «Мега баксов» (Тед Дибиаси и Андре Гигант), которых они победили в главном событии первого в истории шоу SummerSlam. Матч, который судил Джесси Вентура, был знаменит тем, что в конце матча Мисс Элизабет выскочила на фартук ринга и сняла юбку, чтобы показать красные трусики. Это позволило Сэвиджу и Хогану вернуться на ринг и удержать Дибиаси, причём Сэвидж подтолкнул неохотно сопротивляющегося Вентуру до счёта «три». Затем «Мега силы» начали враждовать с «Башнями-близнецами» (Биг Босс Мен и Аким, бывший Сам себе банда). В случае последней вражды Сэвидж часто участвовал в матчах Хогана с участием одного из двух злодеев (и наоборот); две враждующие группировки были капитанами противоположных команд в главном событии Survivor Series, которое выиграли «Мега силы».
Однако проблемы между Сэвиджем и Хоганом возникли в начале 1989 года, после того как Хоган взял Элизабет в качестве своего менеджера. На Royal Rumble Хоган случайно выбросил Сэвиджа из матча «Королевская битва», и они начали драться, пока Элизабет не разняла их. На шоу The Main Event II Сэвидж и Хоган сразились с «Башнями-близнецами» в матче, в котором Элизабет случайно получила травму на ринге. Хоган отнёс её в подсобку, что разъярило Саваджа до такой степени, что он бросил Хогана в конце матча. Между Сэвиджем и Хоганом разгорелся жаркий спор, в ходе которого Сэвидж заявил, что Хоган — неполноценный рестлер по сравнению с ним и что он хочет украсть у него Элизабет. После этого он напал на своего партнёра, а затем на друга Хогана Брутуса «Барбера» Бифкейка, когда тот попытался вмешаться, но в конце концов был остановлен охраной, и таким образом Сэвидж снова стал хилом впервые с 1987 года.
На WrestleMania V Сэвидж уступил Хогану титул чемпиона мира WWF в тяжёлом весе после 371 дня чемпионства. Перед матчем Сэвидж был госпитализирован с инфицированным локтем, но выписался из больницы, чтобы сразиться с Хоганом, и, несмотря на тяжёлую повязку на локте и болезнь, вызванную инфекцией, всё же сумел показать высокое качество. В апреле 1989 года он заменил Элизабет (которая осталась с Хоганом) в качестве своего менеджера на бывшую чемпионку WWF среди женщин Сенсационную Шерри. Сэвидж стал главным героем SummerSlam, объединившись с «Человеческой разрушительной машиной» Зевсом против «Мегаманьяков» (Хоган и Брутус Бифкейк), причём «Мегаманьяки» победили после того, как Хоган ударил Зевса нагруженным портмоне Шерри, чтобы получить победу. Сэвидж и Зевс встретились с Хоганом и Бифкейком в матче-реванше в стальной клетке на шоу No Holds Barred и снова проиграли.

#### Король Мачо и конец карьеры (1989—1991)
Сэвидж принял прозвище «Король Мачо» после победы над Джимом Дагганом за титул «Короля ринга» в сентябре 1989 года (Дагган в свою очередь выиграл его у Хаку). В одном из последующих эпизодов состоялась его коронация в качестве нового «Короля WWF» под руководством рестлера Гения (брат Сэвиджа, Ленни Поффо), на которой Тед Дибиаси преподнёс ему в подарок скипетр. Сэвидж неоднократно использовал этот скипетр в качестве оружия. Король Мачо и Халк Хоган встретились в последний раз (что должно было положить конец их многолетней вражде), когда Сэвидж получил шанс выиграть у Хогана титул чемпиона мира WWF в тяжёлом весе на шоу The Main Event III. Удержание было засчитано новым чемпионом по боксу в тяжёлом весе Бастером Дугласом, несмотря на то, что Сэвидж разорвал удержание на двух ударах. После этого Дуглас ударил Сэвиджа по лицу после того, как он столкнулся с Дугласом, а затем дал ему пощёчину.

Затем Сэвидж начал враждовать с «Простым человеком» Дасти Роудсом, проиграв в смешанном матче (вместе с Шерри) Роудсу и Сапфиру на WrestleMania VI, но победив его в одиночном матче на SummerSlam. В конце 1990 года Сэвидж начал вражду с тогдашним чемпионом WWF Последним воином. Вражда обострилась на Royal Rumble, когда Воин отказался пообещать Саваджу право побороться с ним за титул, если Воин успешно защитит его против Сержанта Слотера (Слотер уже предоставил Сэвиджу такую возможность, если тот победит Воина).

## Карьера актёра
Сэвидж появился во многих телевизионных шоу в середине-конце 1990-х: «Спасатели Малибу», «Крутой Уокер: Правосудие по-техасски», «Без ума от тебя». Дебютировал в кино в 2000 году, появляясь в качестве своего персонажа «Мачо» в фильме «К бою готовы», где Дэвид Аркетт мечтает о драке с Сэвиджем на автозаправке. Самая известная роль Сэвиджа была в фильме «Человек-паук», в роли рестлера Бонсоу Макгроу. Участвовал в озвучке мультфильмов «Лаборатория Декстера», «Царь горы», «Вольт».

## Личная жизнь
Был женат на Элизабет Хьюлитт (Мисс Элизабет) (1960—2003) с 1984 по 1992 год. 10 мая 2010 года женился на своей школьной подруге Барбаре Линн Пейн.
7 октября 2003 года Сэвидж выпустил рэп-альбом под названием «Будь мужиком» (англ. Be a Man). Он включал в себя уважительную песню о Курте Хенниге, а также дисс на Халка Хогана. Отношения между Сэвиджем и Хоганом менялись от дружбы до ненависти, однако они примирились незадолго до смерти Сэвиджа.

## Смерть
20 мая 2011 года в результате случившегося у него сердечного приступа, 58-летний Рэнди Сэвидж и его супруга, попали в автокатастрофу. Первоначальные сообщения о смерти Сэвидж указывали, что он погиб при столкновении. На самом деле он и его жена были пристёгнуты и получили лишь незначительные телесные повреждения в результате аварии. Вскрытие показало, что у Сэвиджа было увеличено сердце и развита болезнь коронарной артерии (более 90 % сужения). В его организме был найден обезболивающий препарат и небольшое количество алкоголя. Сэвиджа никогда не лечили от проблем с сердцем, и не было никаких доказательств того, что он знал о своём сердечном состоянии. Причиной смерти была объявлена атеросклеротическая болезнь сердца.

## Титулы и достижения
- Continental Wrestling Association
  - 2-кратный Южный чемпион AWA в тяжёлом весе[40]
  - Интернациональный чемпион CWA/AWA в тяжёлом весе (1 раз)[41]
  - NWA Mid-America Heavyweight Championship (3 раза)[42]
- Grand Prix Wrestling
  - GPW International Heavyweight Championship (1 раз)[43]
- Gulf Coast Championship Wrestling
  - NWA Gulf Coast Tag Team Championship (1 раз) — с Ланни Поффо[44]
- International Championship Wrestling
  - 3-кратный чемпион ICW в тяжёлом весе[45]
- Pro Wrestling Illustrated
  - Возвращение года (1995)
  - Вражда года (1997) против Даймонд Далласа Пэйджа
  - Матч года (1987) против Рикки Стимбота на WrestleMania III
  - Самый ненавистный рестлер года (1989)
  - Самый популярный рестлер года (1988)
  - Рестлер года (1988)
  - PWI ставит его под № 2 в списке 500 лучших рестлеров 1992 года[46]
  - PWI ставит его под № 2 в списке 500 лучших рестлеров за всю историю в 2003 году[47]
  - PWI ставит его команду с Халком Хоганом под № 57 в списке 500 лучших команд за всю историю в 2003 году[48]
- United States Wrestling Association
  - USWA Unified World Heavyweight Championship (1 раз)[49]
- World Championship Wrestling
  - Чемпион мира в тяжёлом весе WCW (4 раза)[50]
  - Победитель WCW World War 3 (1995)
  - Победитель King of Cable Tournament (1995)[51]
- World Wrestling Council
  - Северо-Американский чемпион в тяжёлом весе (1 раз)[52]
- World Wrestling Federation
  - Чемпион WWF (2 раза)[53]
  - Интерконтинентальный чемпион WWF (1 раз)[54]
  - Король ринга (1987)[55]
  - Зал славы WWE (2015)
- Wrestling Observer Newsletter
  - Матч года (1987) против Рикки Стимбота на WrestleMania III
  - Зал славы WON (с 1996 года)
  - Худший матч года (1996) с Халком Хоганом против Арна Андерсона, Менга, Барбэриана, Рика Флэра, Кевина Салливана, Z-Gangsta и The Ultimate Solution в поединке Towers of Doom match на Uncensored
  - Лучший DVD (2009) Macho Madness: The Randy Savage Ultimate Collection